# Siemomysł
Siemomysł (922-c.950/960)) es el tercer "Duque" legendario de Polonia hijo de Lestko y se cree que fue el padre del primer príncipe polaco, Miecislao I y el abuelo del primer rey polaco, Boleslao I el Bravo. Se cree que Siemomysł dejó las tierras denominadas Gran Polonia a su hijo Miecislao I, quien las ampliaría durante su reinado.

## Descendientes
- Miecislao I
- Cidebur (-972)
- Hijo desconocido (-963)